# Movimento pela Europa das Nações e das Liberdades
O Movimento pela Europa das Nações e das Liberdades (em francês: Mouvement pour une Europe des nations et des libertés, MENL/em inglês: Movement for a Europe of Nations and Freedom, MENF) era um partido político europeu de direita nacionalista e extrema-direita fundado em 2014, que obteve o estatuto de partido político europeu em 2015.
O Movimento é composto por antigos membros da Aliança Europeia pela Liberdade que não falhou o objectivo de conseguir formar um grupo parlamentar no Parlamento Europeu após as eleições de 2014. O partido holandês Partido pela Liberdade recusa receber dinheiro da União Europeia e como tal não pertence ao movimento. 
O primeiro congresso do MENL foi realizado em julho de 2015 na cidade francesa de Perpignan.
Inicialmente, o MENL centrava-se acima de tudo em quatro partidos: Frente Nacional, Liga Norte, Partido da Liberdade da Áustria e Vlaams Belang. Desde então, o movimento recebeu novos membros como o Partido Popular Conservador da Estónia e Nós Somos Família.
Na antecâmara para as eleições europeias de 2019, os membros do MENL e do grupo parlamentar Europa das Nações e das Liberdades, decidiram lançar a Aliança Europeia dos Povos e das Nações como forma de tentar juntar os diversos partidos da direita populista e nacionalista da União Europeia, um projeto ambicionado por Matteo Salvini.

## Partidos Membros
| País        | Partido                                | DE      | DN        | Status            |
| ----------- | -------------------------------------- | ------- | --------- | ----------------- |
| Áustria     | Partido da Liberdade da Áustria        | 4 / 18  | 51 / 183  | Governo           |
| Bélgica     | Vlaams Belang                          | 1 / 12  | 3 / 150   | Oposição          |
| Bulgária    | Volya                                  | 0 / 17  | 12 / 240  | Apoio parlamentar |
| Eslováquia  | Nós Somos Família                      | 0 / 13  | 11 / 150  | Oposição          |
| Estónia     | Partido Popular Conservador da Estônia | 0 / 6   | 19 / 101  | Governo           |
| França      | Rassemblement National                 | 15 / 74 | 6 / 577   | Oposição          |
| Grécia      | Nova Direita                           | 0 / 21  | 0 / 300   | Extra-parlamentar |
| Itália      | Liga Norte                             | 6 / 73  | 125 / 630 | Governo           |
| Malta       | Movimento dos Malteses Patriotas       | 0 / 6   | 0 / 65    | Extra-parlamentar |
| Polónia     | Congresso da Nova Direita              | 2 / 51  | 0 / 460   | Extra-parlamentar |
| Reino Unido | Movimento For Britain                  | 0 / 73  | 0 / 650   | Extra-parlamentar |
| Chéquia     | Liberdade e Democracia Direta          | 0 / 21  | 19 / 200  | Oposição          |